# Pegan Hill
Pegan Hill ist der Name eines 48 Acres (19,4 ha) umfassenden Naturschutzgebiets rund um die gleichnamige, 410 ft (125 m) hohe Erhebung auf den Stadtgebieten von Dover und Natick im Bundesstaat Massachusetts der Vereinigten Staaten. Es wird von der Organisation The Trustees of Reservations verwaltet.

## Geschichte
Mitte des 17. Jahrhunderts markierte der Pegan Hill das südliche Ende von Natick, das 1651 auf Drängen des Missionars John Eliot als sog. „Gebetsstadt“ (praying town) für Pegan-Indianer gegründet wurde. Nach diesen wurde der Hügel benannt. Von 1646 bis zu seinem Tod 44 Jahre später leitete Eliot eine Mission, deren erklärtes Ziel darin bestand, Gebetsstädte für Indianer zu gründen, die sich auf der Basis der Lehren von Eliot dazu entschieden hatten, anstelle ihres bisherigen Nomadendaseins in befestigten Siedlungen zu leben, in denen sie mehr über das Christentum lernen konnten. Da er bereits kurzfristig Erfolge erzielen konnte, sah Eliot es als realistisch an, schrittweise alle Ureinwohner Amerikas religiös, sozial und politisch in die koloniale Gesellschaft zu integrieren. Am Ende seines Lebens hatte er insgesamt sechs weitere „Gebetsstädte“ in Massachusetts und Connecticut gegründet.
Die flachen Ebenen rund um den Pegan Hill dienten als Anbauflächen für Apfelbäume und verschiedene Gemüsesorten sowie zur Viehzucht. Die Steinwälle, die heute noch den Hügel umgeben, sind Relikte aus dieser Zeit. Der Hügel wurde wahrscheinlich brandgerodet, um weitere Flächen zu gewinnen. Nach dem King Philip’s War (1675–76) zogen viele der überlebenden Indianer nach Natick, um unter dem Schutz von Eliot zu leben. Mit seinem Tod 1690 sank ihr Lebensstandard rapide, da sie von der breiten Gesellschaft nicht akzeptiert wurden und keine Handelspartner fanden.
Das Schutzgebiet wurde 1956 aufgrund einer Spende der ursprünglichen Eigentümer an die Trustees eingerichtet. Weitere Parzellen konnten 1957 und 1968 hinzugefügt werden.

## Schutzgebiet
Der Hügel ist der höchste Punkt in Natick und geologisch gesehen ein eiszeitlicher Drumlin. Er ist mit Kiefern, Eichen, Ahornen und Birken bewachsen und über einen 1 mi (1,6 km) langen Wanderweg zugänglich. Im Südosten ist bei gutem Wetter der Great Blue Hill zu sehen.